# Snällegöl
Snällegöl är en sjö i Hultsfreds kommun i Småland och ingår i Emåns huvudavrinningsområde. Sjön har en area på 0,0978 kvadratkilometer och ligger 176,3 meter över havet.

## Delavrinningsområde
Snällegöl ingår i det delavrinningsområde (634337-149005) som SMHI kallar för Utloppet av Axebo Sjö. Medelhöjden är 193 meter över havet och ytan är 38,13 kvadratkilometer. Det finns inga avrinningsområden uppströms utan avrinningsområdet är högsta punkten. Kattebäck som avvattnar avrinningsområdet har biflödesordning 3, vilket innebär att vattnet flödar genom totalt 3 vattendrag innan det når havet efter 85 kilometer. Avrinningsområdet består mestadels av skog (81 %). Avrinningsområdet har 2,65 kvadratkilometer vattenytor vilket ger det en sjöprocent på 6,9 %.